# Municipio de Brighton (Minnesota)
El municipio de Brighton (en inglés: Brighton Township) es un municipio ubicado en el condado de Nicollet en el estado estadounidense de Minnesota. En el año 2010 tenía una población de 149 habitantes y una densidad poblacional de 3,01 personas por km².

## Geografía
El municipio de Brighton se encuentra ubicado en las coordenadas 44°20′29″N 94°19′43″O / 44.34139, -94.32861. Según la Oficina del Censo de los Estados Unidos, el municipio tiene una superficie total de 49.44 km², de la cual 45,37 km² corresponden a tierra firme y (8,23 %) 4,07 km² es agua.

## Demografía
Según el censo de 2010, había 149 personas residiendo en el municipio de Brighton. La densidad de población era de 3,01 hab./km². De los 149 habitantes, el municipio de Brighton estaba compuesto por el 100 % blancos. Del total de la población el 0,67 % eran hispanos o latinos de cualquier raza.